# Голиков, Евгений Николаевич
Евгений Николаевич Голиков (2 марта 1854, Бессарабия — 14 июня 1905) — капитан 1-го ранга, командир броненосца «Князь Потёмкин-Таврический», убит во время восстания на корабле.

## Биография
Родился в Бессарабии 2 марта 1854 года. Православный, дворянин, был женат, бездетен.
Окончил Морское училище в Петербурге.
Службу на флоте начал в 1871 году. В 1874—1877 годах принимал участие в заграничном плавании на крейсере «Светлана».
Участник русско-турецкой войны 1877—1878 годов, за форсирование Дуная с командой 1-го Гвардейского флотского экипажа, которую возглавлял, награждён румынским крестом «За переход через Дунай».
В 1880—1881 годах мичман Голиков участвовал в Ахалтекинском походе русских войск. Командовал экспедицией генерал Скобелев. Голиков в составе морского отряда, созданного капитаном 2-го ранга Макаровым, воевал с туркменами-текинцами. Принимал участие в операции по подрыву стен крепости Геок-Тепе. После тяжёлого ранения командира батареи исполнял его обязанности.
Позднее служил в гвардейском флотском экипаже и на императорских яхтах «Александрия», «Королева Виктория», «Держава», был флаг-офицером в императорской флотилии яхт и шхун.
Переведён на Черноморский флот. В 1886—1891 годах — адъютант командующего Черноморским флотом Пещурова. В 1891—1903 годах — командир шхуны «Пезуапе», транспорта «Гонец», броненосца береговой обороны «Новгород», парохода «Эриклик», канонерской лодки «Уралец», с которой совершил заграничное
плавание и пробыл год в Греции, учебного судна «Березань» (на нём же проходил службу Афанасий Матюшенко).
С 6 декабря 1903 года — командир 36-го флотского экипажа и броненосца «Князь Потёмкин-Таврический».
Убит 14 июня 1905 года во время восстания на броненосце. Тело выброшено восставшими моряками за борт и было обнаружено у Тендровского маяка командой одного из кораблей, которым он командовал до этого. На теле Голикова нашли около десятка огнестрельных и колотых ран.
29 июля 1905 года в Севастополе состоялись торжественные похороны капитана Голикова, при большом стечении народа. Обряд погребения был совершён епископом Алексием Таврическим. Покойному были оказаны большие почести и на гроб было возложено множество венков.
В 1923 году памятник Голикову был уничтожен — из гранитного камня на его захоронении был сооружён памятник на братской могиле Петра Шмидта и трех матросов с крейсера «Очаков».

## Награды
- Орден Святого Станислава 3 ст. с мечами и бантом, 2 ст.
- Орден Святой Анны 3 и 2 ст.
- Орден Святого Владимира 4 и 3 ст.
- Перстень с сапфиром и бриллиантами от имени царя.
- Иностранные награды.